# Paedophryne verrucosa
A Paedophryne verrucosa  a kétéltűek (Amphibia) osztályába és  a békák (Anura) rendjébe, a Szűkszájúbéka-félék (Microhylidae) családjába tartozó faj.

## Előfordulása
Pápua Új-Guinea endemikus faja. Az ország Baie Milne tartományában, a Mount Suckling délkeleti lejtőin, 1860 m-es tengerszint feletti magasságban honos.

## Nevének eredete
Nevét a latin verrucosa (szemölcsös) szóból alkották, utalva ezzel bőrének megjelenésére.

## Megjelenése
A Paedophryne verrucosa apró békafaj, a hímek hossza 8,1–8,9 mm, a nőstényeké 8,8–9,3 mm. Háta barna, melyet fekete pettyek tarkítanak. Feje és hasa fekete, szürke pettyezéssel. Hasának hátsó fele barna. Háti bőre erősen szemcsézett.

## Életmódja
Esőerdők avarjában él. Hangja hasonló a fésű fogain gyorsan végighúzott ujjéhoz. Szürkülettől sötétedésig, valamint hajnal előtt hívja énekével a nőstényeket. Apró méretük miatt a nőstények egyszerre csak két petét raknak, emiatt szaporodási rátájuk alacsony. Gyorsan kiszáradnak, ezért csak párás trópusi erdőkben tudnak megélni.